# ハーディング郡 (サウスダコタ州)
ハーディング郡（英: Harding County）は、アメリカ合衆国サウスダコタ州の北西部隅に位置する郡である。2010年国勢調査での人口は1,255人であり、2000年の1,353人から7.2％減少した。郡庁所在地はバッファロー（人口330人）であり、同郡で人口最大の町でもある。ハーディング郡は1909年2月26日に設立され、郡名はダコタ準州議会議長を務めたJ・A・ハーディングに因んで名付けられた。

## 地理
アメリカ合衆国国勢調査局に拠れば、郡域全面積は2,678平方マイル (6,936.0 km2)であり、このうち陸地は2,670平方マイル (6,915.3 km2)、水域は7平方マイル (18.1 km2)で水域率は0.26％である。

### 主要高規格道路
- アメリカ国道85号線
- サウスダコタ州道20号線
- サウスダコタ州道79号線

### 隣接する郡
- ボウマン郡 (ノースダコタ州) - 北
- アダムズ郡 (ノースダコタ州) - 北東
- パーキンズ郡 - 東
- ビュート郡 - 南
- カーター郡 (モンタナ州) - 西
- ファロン郡 (モンタナ州) - 北西

### 国立保護地域
- カスター国立の森（部分）

## 人口動態
以下は2000年の国勢調査による人口統計データである。
| 基礎データ - 人口: 1,353人 - 世帯数: 525 世帯 - 家族数: 352 家族 - 人口密度: 0.2人/km2（0.5人/mi2） - 住居数: 804軒 - 住居密度: 0.1軒/km2（0.3軒/mi2） 人種別人口構成 - 白人: 97.63% - アフリカン・アメリカン: 0.30% - ネイティブ・アメリカン: 0.74% - アジア人: 0.59% - その他の人種: 0.37% - 混血: 0.37% - ヒスパニック・ラテン系: 1.63% 先祖による構成 - ドイツ系：25.9％ - ノルウェー系：24.3％ - アメリカ人：12.8％ - アイルランド系：7.1％ - イギリス系：6.6％ 年齢別人口構成 - 18歳未満: 32.5% - 18-24歳: 4.4% - 25-44歳: 24.8% - 45-64歳: 24.8% - 65歳以上: 13.4% - 年齢の中央値:38歳 - 性比（女性100人あたり男性の人口） - 総人口: 104.7 - 18歳以上: 102.0 | 世帯と家族（対世帯数） - 18歳未満の子供がいる: 35.0% - 結婚・同居している夫婦: 58.5% - 未婚・離婚・死別女性が世帯主: 5.3% - 非家族世帯: 32.8% - 単身世帯: 31.0% - 65歳以上の老人1人暮らし: 14.5% - 平均構成人数 - 世帯: 2.50人 - 家族: 3.19人 収入と家計 - 収入の中央値 - 世帯: 25,000米ドル - 家族: 31,667米ドル - 性別 - 男性: 25,556米ドル - 女性: 16,375米ドル - 人口1人あたり収入: 12,794米ドル - 貧困線以下 - 対人口: 21.1% - 対家族数: 19.4% - 18歳未満: 22.8% - 65歳以上: 22.5% |

## 政治
ハーディング郡はアメリカ大統領選挙や同議会選挙では共和党の強い地盤である。大統領選挙で民主党が勝利したのは1936年のフランクリン・ルーズベルトが最後となっている。2008年の大統領選挙でもジョン・マケインが投票数の78％を獲得した。
サウスダコタ州上院では第28選挙区に属し、共和党議員を送り出している。州下院では第28B選挙区に属し、やはり共和党議員を送り出している。

## 都市と町
- バッファロー - 郡庁所在地
- キャンプクルック
- ラドロー
- レバ
- ラルフ